# 에어 그린란드
에어 그린란드(영어: Air Greenland)은 그린란드의 항공사로 본사는 그린란드 누크에 위치해 있다. 허브 공항으로 캉게를루수아크 공항이 있다.

## 역사
1960년 11월 스칸디나비아 항공과 광산회사인 크뤼올릿셀스카베트(덴마크어: Kryolitselskabet)가 그린란드 에어(영어: Greenlandair)로 설립하였고 1962년 그린란드 정부와 덴마크 정부가 공동 소유주가 되었다. 1998년 처음으로 제트기, 보잉 757-200를 도입했고 2002년 현재의 사명으로 변경했다.

## 운항 노선
- 2020년 12월 기준으로 다음과 같이 운항하고 있다.

### 헬리콥터 기종

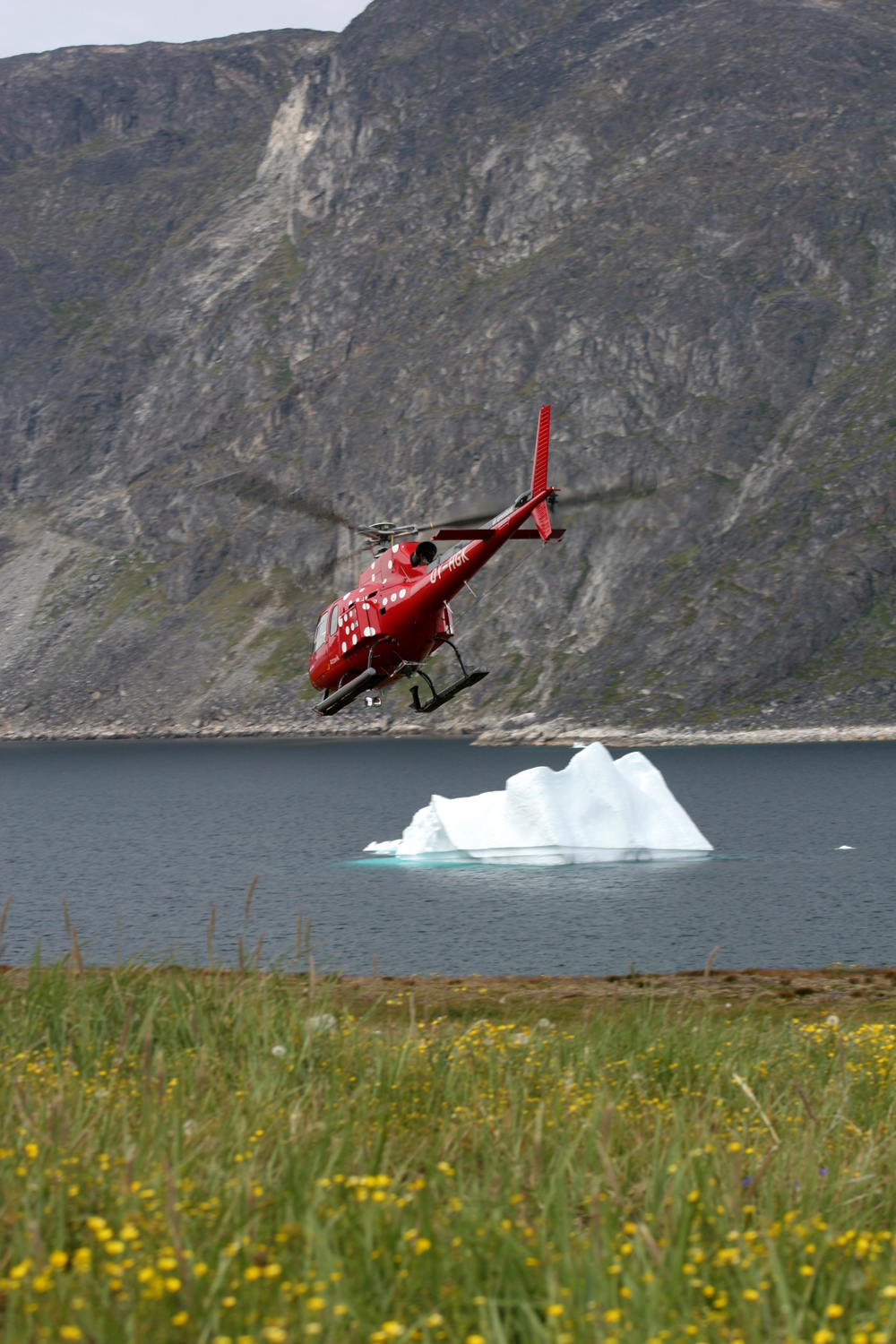
에어 그린란드 헬리콥터의 유로콥터 AS350

## 보유 기종
- 2020년 12월 기준으로 다음과 같이 보유하고 있으며, 평균 기령은 23.6년이다.[1]

### 퇴역 기종
- 아에로스파시알 알루에트 III
- 벨 212
- 벨 204
- 벨 206B 제트 레인저
- 보잉 757-200
- 세스나 172
- 세스나 550
- 드 하빌랜드 캐나다 DHC-6 트윈오터
- 드 해빌랜드 캐나다 7
- 더글러스 DC-3
- 더글러스 DC-4
- 더글러스 DC-6
- MD-500
- PBY 카탈리나
- 파이퍼 PA-18 슈퍼 클럽
- 파이퍼 PA-31
- 시코르스카이 S-55
- 시코르스카이 S-58

## 같이 보기
- SAS 그룹